# Malungon
Malungon is een gemeente in de Filipijnse provincie Sarangani op het eiland Mindanao. Bij de laatste census in 2007 had de gemeente bijna 96 duizend inwoners.

## Geografie

### Bestuurlijke indeling
Malungon is onderverdeeld in de volgende 31 barangays:
| - Alkikan - Ampon - Atlae - B'Laan - Banahaw - Banate - Datal Batong - Datal Bila - Datal Tampal - J.P. Laurel - Kawayan | - Kibala - Kiblat - Kinabalan1 - Lower Mainit - Lutay - Malabod - Malalag Cogon - Malandag - Malungon Gamay - Nagpan | - Panamin - Poblacion - San Juan - San Miguel - San Roque - Talus - Tamban - Upper Biangan - Upper Lumabat - Upper Mainit |

## Demografie
Malungon had bij de census van 2007 een inwoneraantal van 95.993 mensen. Dit zijn 2.761 mensen (3,0%) meer dan bij de vorige census van 2000. De gemiddelde jaarlijkse groei komt daarmee uit op 0,40%, hetgeen lager is dan het landelijk jaarlijks gemiddelde over deze periode (2,04%). Vergeleken met de census van 1995 is het aantal mensen met 3.560 (3,9%) toegenomen.

De bevolkingsdichtheid van Malungon was ten tijde van de laatste census, met 95.993 inwoners op 750,92 km², 123,1 mensen per km².